# AC72

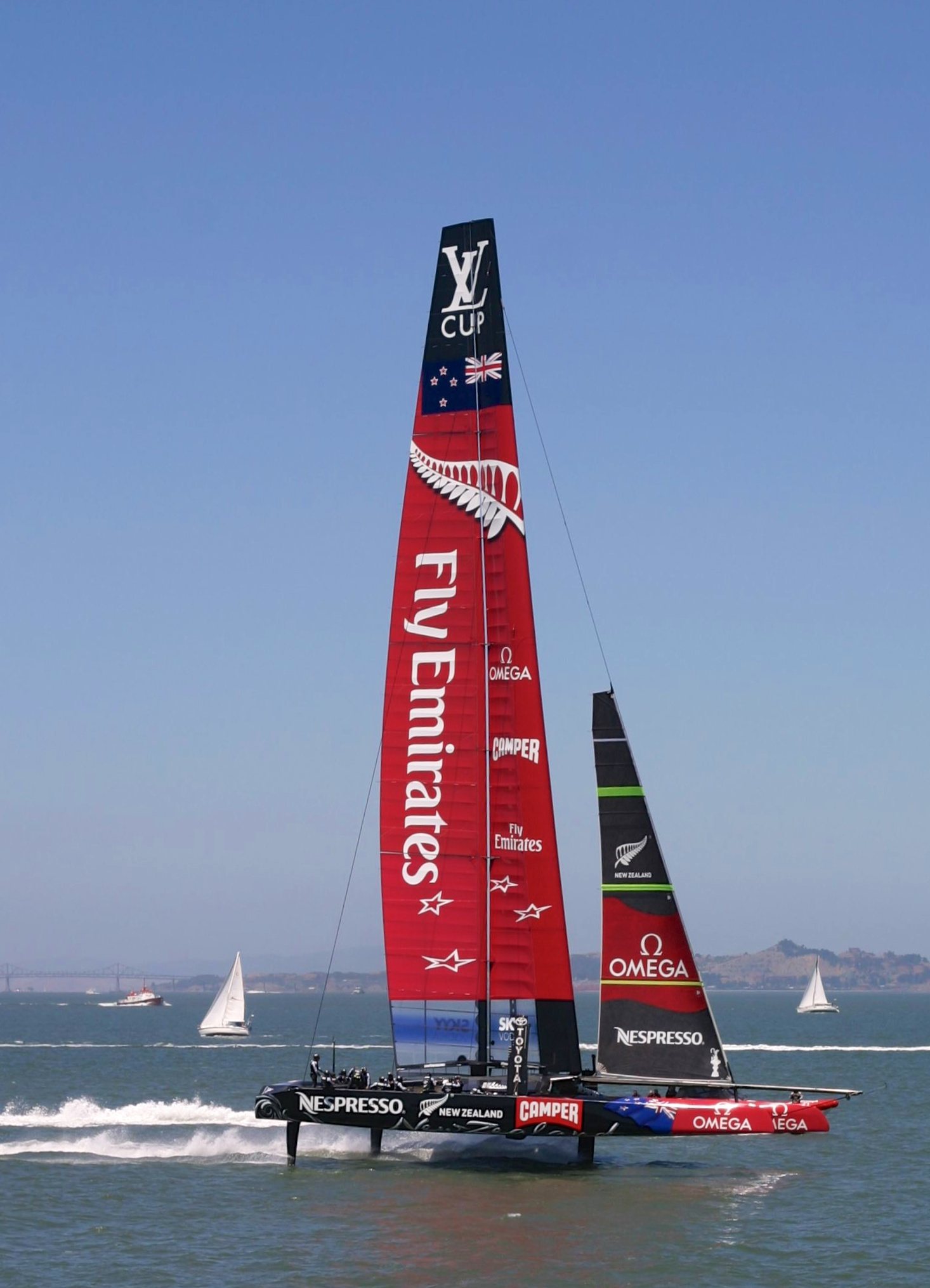
Катамаран «Aotearoa» команди Emirates Team New Zealand

AC72 (скор. від America's Cup 72) — клас 72-дюймових вітрильних спортивних катамаранів, які починаючи з 2013 року беруть участь в Кубку Луї Віттона і Кубку Америки. Завдяки своїй оригінальній конструкції та передовим технологіям будівництва є одними з найшвидших гоночних вітрильних суден за всю історію вітрильного спорту (2017).

## Особливості конструкції
Катамаран спроектований як екстремальний вітрильник для перегонів. Основним вітрилом виступає профільне крило, що складається з трьох елементів з аеродинамічним профілем. Висота щогли та площа крила виявляються настільки значними, що мали місце випадки перекидання катамарана через ніс.

## Історія
Після Кубку Америки 2010 року, в яких тримаран USA-17 переміг катамаран Alinghi 5, було прийнято рішення, що змагання у наступному Кубку Америки будуть проводитись серед катамаранів — в надії зробити ці змагання більш спортивними та привабливим для телевізійної аудиторії.
Зменшеною копією класу є катамаран класу AC45, на якому проводиться самостійні змагання, а також підготовка команд класу AC72.
Катамаран команди Emirates Team New Zealand у 7-му заїзді гонки на Кубок Луї Віттона 24 серпня 2013 року при зручному вітру і припливній течії досяг швидкості 47,18 вузлів (87,38 км/г або 24,71 м/сек), що в 2,8 рази перевищило швидкість вітру.
В регаті 2017 року на заміну AC72 був прийнятий дещо менший AC50.

## Технічні характеристики
- Загальна довжина: 26,2 м (86 ft)
- Довжина по ватерлінії: 22,0 м (72.2 ft)
- Ширина: 14,0 м (45,9 футів)
- Вага: 5.900 кг (13.000 lb)
- Максимальна осадка: 4,4 м (14 ft)
- Висота щогли: 40,0 м
- Площа вітрил:
  - крило (грот): 260 m²
  - стаксель: 80 m²
  - генакер: 320 m²
- Обладнання: підводні крила
- Екіпаж: 11 чоловік
- Проектована максимальна швидкість: в 1,6 рази більше швидкості істинного вітру.

## Вартість
Вартість катамарану становить $8 млн.-$10 млн. без витрат на утримання, обслуговування, ремонт тощо. Як правило команди, що беруть участь у Кубку Америки, замовляють по два вітрильника і для кожного формують окремий екіпаж.